# Inca Uyo
Inca Uyo (del aimara Inka Uyu), llamado también Templo de la fertilidad, es un sitio arqueológico de la cultura Lupaca en el Perú. Está situado en la ciudad de Chucuito, distrito de Chucuito y provincia homónima, en la región Puno. Chucuito está situado a 18 kilómetros de la ciudad de Puno y a una altitud de 3873 m s.n.m. En el año 2001 fue declarado Patrimonio Cultural de la Nación. Hasta 1950 el terreno donde se ubica fue propiedad de Isaac Meneses Romero.
A partir de la reubicación y reorganización de las clavijas incaicas (piedras labradas fungiformes) siguiendo intereses económicos del sector turístico con el fin de posicionar a Chucuito como un destino turístico importante en la región, se promueve la idea de Inca Uyo como un templo dedicado a la fertilidad.

## Ubicación
Inca Uyo se ubica a 18 km de la ciudad de Puno, en el pueblo de Chucuito, considerado antiguamente como capital y centro administrativo de la cultura aimara Lupaca. El pueblo se encuentra en el distrito y provincia homónima, en la región Puno.
Muy cerca del sitio arqueológico Inca Uyo se encuentra una iglesia representativa de Chucuito, la iglesia de Santo Domingo, considerada una de las primeras construidas en el Altiplano.

## Descripción
Es un recinto rectangular de unos 20 metros de largo por 10 metros de ancho con muros de piedra labrada en doble hilera. La orientación del recinto sigue criterios astronómicos.  La entrada al recinto está ubicada al noreste. En su exterior, en el lado norte, se encuentran piedras labradas en forma de U alineadas en el eje Norte-Sur.
Se han incorporado posteriormente, en 1993, elementos de origen incaico en el interior: las “clavijas fungiformes" utilizadas para sostener los techos de viviendas y otras edificaciones.

## Investigaciones
En 1941 se realizaron excavaciones por parte del dueño del terreno. En 1971 se realizaron nuevamente excavaciones arqueológicas, a cargo del arqueólogo Orompelio Vidal, quién encontró varias piezas de piedra tallada. 